# Nicu Paleru
Nicu Paleru (n. 23 aprilie 1973, Pitești, România) este un interpret român de muzică populară, românească, de petrecere. A început să cânte manele de la începutul anilor 1990, și în cele din urmă a atins succesul național la sfârșitul anilor '90, cu ajutorul unui post român de televiziune într-un spectacol dedicat acestui gen de muzică.